# Sergio Cabrera
Sergio Fausto Cabrera Cárdenas (Medellín, 20 de abril de 1950) es un filósofo, político, director de cine, guionista y productor colombiano. El 18 de agosto de 2022, el presidente Gustavo Petro lo nombró embajador de Colombia en China.

## Biografía

### Primeros años
Nació en Medellín en 1950, es hijo de Fausto Cabrera y Luz Elena Cárdenas. A la edad de 10 años se traslada con su familia a la China en 1960, donde terminó su educación en Pekín. A sus 16 años fue guardia rojo en dicho país. A su regreso a Colombia llegó con alguna influencia de la Revolución Cultural china, esquema de pensamiento que inicialmente le impactó. 

### Ingreso a la guerrilla y regreso a China
A su regreso a Colombia, se unió a la guerrilla del Ejército Popular de Liberación a los 19 años, de donde se retiró a los 23, tras cuatro años de estar en la selva. Tras abandonar la guerrilla, debió regresar a China. Estudió filosofía por tres años en la Universidad de Pekín e hizo cine en sus tiempos libres. Aunque su verdadero interés era estudiar cine, la Revolución Cultural ocasionó que su ingreso a la escuela de cine fuera imposible. En China conoció a Joris Ivens. Su manejo fluido del chino y del francés hizo que Joris Ivens contara con su asistencia como intérprete. En esta época realizó sus primeros cortometrajes. En 1975, gracias a las gestiones de Joris Ivens y de su madre, Elena Cárdenas, se trasladó a Londres para estudiar cine en la Escuela de Cine de Londres. 

### Carrera como cineasta
En lo sucesivo se dedicó a este arte. Se ha distinguido internacionalmente. Su pasión, según ha dicho él mismo, es "contar historias".
Ha dirigido múltiples largometrajes, cortometrajes, documentales y series para televisión, al igual que algunas telenovelas. Ha sido director de fotografía, productor, editor, actor y coguionista.
Su película La estrategia del caracol ha sido una de las más galardonadas, con reconocimientos del Festival Internacional de Cine de Berlín y del Festival de Biarritz.
En el año 2002, debió detener su trabajo alrededor de la película Ciudadano Escobar después de recibir amenazas del narcotráfico colombiano. Finalmente, estrenó la película en el 2004.

### Carrera como diputado
Fue diputado por el partido Colombia Siempre, cargo que debió dejar por amenazas de muerte.
En 2021, el escritor colombiano Juan Gabriel Vásquez publicó la novela Volver la vista atrás, que narra de manera ficcional la vida de Sergio Cabrera y su familia. Para escribir la historia, el escritor se basó en intercambios y entrevistas con distintas personas de la familia Cabrera, incluyendo a Sergio, y allegados a la familia.

## Vida personal
Con su primera esposa, la actriz colombiana Florina Lemaitre tuvo dos hijas. Con su tercera esposa tuvo en 1998, a Raúl, su tercer hijo. Actualmente está casado con la portuguesa Silvia Jardim, con quien tiene una hija.

## Filmografía
| Año  | Película                                         |
| ---- | ------------------------------------------------ |
| 2015 | Todos se van                                     |
| 2004 | Ciudadano Escobar (Documental)                   |
| 2004 | Perder es cuestión de método                     |
| 1998 | Golpe de estadio                                 |
| 1996 | Ilona llega con la lluvia                        |
| 1994 | Águilas no cazan moscas                          |
| 1993 | La estrategia del caracol                        |
| 1988 | Técnicas de duelo: una cuestión de honor         |
| 1986 | Elementos para una acuarela                      |
| 1978 | Alejandro de Humboldt en Colombia (Cortometraje) |

## Televisión
| Año       | Producción                             | Cargo                                                           |
| --------- | -------------------------------------- | --------------------------------------------------------------- |
| 2018      | Fugitiva                               | TVE Director                                                    |
| 2017      | Garzón vive                            | RCN Director General                                            |
| 2014      | Dr. Mata                               | RCN Director General                                            |
| 2010      | La Pola                                | RCN Director General                                            |
| 2009      | ¡A ver si llego!                       | Telecinco Director Invitado                                     |
| 2005-2007 | Cuéntame cómo pasó                     | TVE Director Invitado (Temporadas 7-8-9)                        |
| 2000      | Severo Ochoa. La conquista de un Nobel | TVE Director General                                            |
| 1994      | Candela                                | Caracol Televisión Productor General                            |
| 1992-1993 | El último beso                         | Caracol Televisión Director General                             |
| 1992      | La mujer doble                         | Caracol Televisión Director General                             |
| 1991      | Escalona                               | Caracol Televisión Director General                             |
| 1982      | La duda                                | Caracol Televisión (Dir. Alí Humar). (Guion: Romulo E. Delgado) |